# Gajusz Duiliusz
Gajusz Duiliusz, łac. Gaius Duilius (III wiek p.n.e.) – rzymski polityk i wojskowy, konsul w 260 roku p.n.e., zwycięzca w bitwie morskiej pod Mylae podczas pierwszej wojny punickiej.

## Życiorys
Pochodził z rodu Duiliuszów o plebejskich korzeniach. W 260 roku p.n.e. został jako homo novus wybrany konsulem razem z Gnejuszem Korneliuszem Scypionem. Po wzięciu Scypiona do niewoli przez Kartagińczyków w bitwie koło Wysp Liparyjskich, Gajusz Duiliusz przejął dowodzenie flotą rzymską. W bitwie koło przylądka Mylae po raz pierwszy wykorzystał ruchome pomosty do abordażu (tzw. kruki, łac. corvus), które wbijając się w pokład okrętów kartagińskich uniemożliwiły im użycie taranów, zaś Rzymianom pozwoliły na walkę wręcz na sczepionych jednostkach. Sukces odniesiony pod Mylae był pierwszym w historii zwycięstwem rzymskiej floty.
Jako zwycięski wódz Gajusz Duiliusz odbył w 259 roku p.n.e. triumf w Rzymie, a na jego cześć wzniesiono na Forum Romanum kolumnę ozdobioną dziobami okrętów (tzw. columna rostrata; po zwycięskiej bitwie pod Mylae motyw dziobu okrętu pojawił się także na rzymskich monetach). Ze zdobyczy wojennych Gajusz Duiliusz ufundował świątynię Janusa na rzymskim Forum Holitorium. W 258 roku p.n.e. został wraz z Lucjuszem Korneliuszem Scypionem wybrany cenzorem.
Posąg Gajusza Duiliusza znajdował się, wśród wyobrażeń innych zwycięskich wodzów rzymskich, w bocznym portyku świątyni Marsa Mściciela (Mars Ultor) na Forum Augusta.
Jego imię (Caio Diuilio) tradycyjnie nadawane jest dużym jednostkom wojennym floty włoskiej od XIX wieku (1876).